# Malma
Malma – polska marka makaronu, niegdyś zlokalizowana w Malborku. Nazwa Malma pochodzi od połączenia pierwszych liter słów Malborskie i Makarony. Obecnie Malma wchodzi w skład Grupy Maspex Wadowice.

## Historia
Pierwsza malborska fabryka makaronu powstała w 1962 roku.

### Prywatyzacja i rozwój zakładów
W 1991 roku zakłady produkcji makaronu w Malborku zostały przejęte przez Michela Marbot z Francji, absolwenta INSEAD. Była to jedna z pierwszych w Polsce prywatyzacji. Michel Marbot łącznie zainwestował w zakłady 50 mln euro. Powstała nowa hala produkcyjna obsługiwana przez linie szwajcarskiej firmy Bühler. W 1993 roku zakupiony został drugi zakład i młyn we Wrocławiu. Malma stała się pierwszym importerem pszenicy Amber Durum z Kanady.
W grudniu 2004 roku makarony Malma Gourmet zdobyły nagrodę specjalną Slow Food Polska.

### Konflikt z bankiem PeKaO SA
W 2002 roku Malma otrzymała od banku PeKaO SA propozycję kredytu konsolidacyjnego oraz wejścia na giełdę, aby pozyskać kapitał, który pozwoliłby spłacić kredyt. Na początku czerwca 2005 roku bank PeKaO SA zażądał od Malmy natychmiastowej spłaty kredytu. Spółka Malma w efekcie została zmuszona do ogłoszenia upadłości. W 2010 roku sąd na wniosek PeKaO SA ogłosił upadłość Malmy, argumentując m.in., że ma ona niespłacone długi. We wrześniu 2011 roku przedsiębiorstwo zaprzestało produkcji. W lipcu 2012 roku Michel Marbot w ramach protestu przeciw polityce banku rozpoczął strajk głodowy przed Sejmem. Jak twierdził, Pekao SA mogło chcieć doprowadzić do upadłości Malmy, ponieważ Alessandro Profumo, prezes banku UniCredit (właściciela Pekao SA) zasiadał również w zarządzie spółki Barilla, największego konkurenta Malmy. Według Michela Marbot, przedsiębiorstwo Malma pogrążyło porozumienie zwane Projekt Chopin zawarte między UniCredit a jego filią, bankiem PeKaO SA.

### Przejęcie przez grupę Maspex
W połowie czerwca 2013 roku Maspex, właściciel marki Lubella, kupił markę i maszyny Malmy. W styczniu 2014 roku makarony Malma z powrotem trafiły na polski rynek.